# Гаевские
Гаевские (пол. Gajewski) — литовско-русский дворянский род.
Восходит к началу XVII в. и записан в VI части родословных книг губерний: Витебской, Подольской, Волынской и Виленской. Последним двум родам герольдией отказано в древнем дворянстве за недостаточностью доказательств.
Есть ещё два рода Гаевских позднейшего происхождения, по Херсонской и Черниговской губерниям.